# Huanxizhuang
Huanxizhuang (kinesiska: 欢喜庄乡, 欢喜庄) är en socken i Kina. Den ligger i provinsen Hebei, i den norra delen av landet, omkring 140 kilometer öster om huvudstaden Peking. Antalet invånare är 14 762. Befolkningen består av 7 203 kvinnor och 7 559 män. Barn under 15 år utgör 15,0 %, vuxna 15-64 år 74 %, och äldre över 65 år 10,0 %.
Genomsnittlig årsnederbörd är 846 millimeter. Den regnigaste månaden är augusti, med i genomsnitt 199 mm nederbörd, och den torraste är januari, med 2 mm nederbörd.